# Madura United Football Club
Actualités
Le Madura United Football Club est un club indonésien de football basé à Pamekasan sur l'île de Madura dans la province de Java oriental.

## Histoire

### Origines
En janvier 2016 le Madura United est fondé après la dissolution du Persipasi Bandung Raya installé à Bekasi. Ce club fondé en 1986 sous le nom Pelita Jaya a connu plusieurs changements de nom et de localisations, à part la saison 2006, il a toujours joué en première division d'Indonésie. Son meilleur résultat est une demi-finale du championnat en 2014, sous le nom Pelita Bandung Raya et jouant à Bandung de 2012 à 2015.
Avant la saison 2016 le fondateur du Pelita Jaya rachète le 
Persipasi Bandung Raya et le relocalise à Madura. Le club prend les couleurs rouge et noir et se nomme Madura United FC, il prend la place du PBR en première division.

### Madura United
Pour sa première saison en Championnat d'Indonésie le club s'installe à Bangkalan sur la côte est de Madura. Il évolue au stade Gelora Bangkalan d'une capacité de 15 000 places. Il termine la saison à la troisième place du championnat.
Le club sera les saisons suivantes toujours dans la moitié supérieure du classement et jouera certains matchs également au stade Gelora Ratu Pamelingan à Pamekasan. Lors de la saison 2023-2024 il termine à la quatrième place de la saison régulière, puis en finale du championnat. Avec ce titre de vice-champion le Madura United se qualifie pour la nouvelle Challenge League de l'AFC 2024-2025 où il termine en tête de son groupe et se qualifie pour les quarts de finale.